# Briefmarken-Jahrgang 1997 der Bundesrepublik Deutschland
Der Briefmarken-Jahrgang 1997 der Bundesrepublik Deutschland umfasste 60 Sondermarken sowie vier Dauermarken der Serie Frauen der deutschen Geschichte und sechs Marken der Serie Sehenswürdigkeiten. Mit insgesamt 70 Postwertzeichen gehört dieser zu den umfangreichsten Jahrgängen, dies dürfte hauptsächlich an der Portoerhöhung zum 1. September 1997 gelegen haben.
Alle ausgegebenen Briefmarken waren ursprünglich unbeschränkt frankaturgültig. Durch die Einführung des Euro als europäische Gemeinschaftswährung zum 1. Januar 2002 wurde diese Regelung hinfällig.
Die Briefmarken dieses Jahrganges konnten allerdings bis zum 30. Juni 2002 genutzt werden. Ein Umtausch war noch bis zum 30. September in den Filialen der Deutschen Post möglich, danach bis zum 30. Juni 2003 zentral in der Niederlassung Philatelie der Deutsche Post AG in Frankfurt.

## Liste der Ausgaben und Motive
Legende
- Bild: Eine bearbeitete Abbildung der genannten Marke. Das Verhältnis der Größe der Briefmarken zueinander ist in diesem Artikel annähernd maßstabsgerecht dargestellt. Sollten keine Marken abgebildet sein, liegt es daran, dass das Urheberrecht des Künstlers noch nicht erloschen ist.
- Beschreibung: Eine Kurzbeschreibung des Motivs und/oder des Ausgabegrundes. Bei ausgegebenen Serien oder Blocks werden die zusammengehörigen Beschreibungen mit einer Markierung versehen eingerückt.
- Wert: Der Frankaturwert der einzelnen Marke in Pfennig. Ein „+“ bedeutet, dass es sich um eine Zuschlagsmarke handelt (= Frankaturwert + Spende).
- Ausgabedatum: Das Datum des erstmaligen Verkaufs dieser Briefmarke.
- Auflage: Soweit bekannt, wird hier die zum Verkauf angebotene Anzahl dieser Ausgabe angegeben.
- Entwurf: Soweit bekannt, wird hier angegeben, von wem der Entwurf dieser Marke stammt.
- Mi.-Nr.: Diese Briefmarke wird im Michel-Katalog unter der entsprechenden Nummer gelistet.

| Sondermarken | |                  |                             |                                     |                                     |               |
| Bild         | Beschreibung | Werte in Pfennig | Ausgabe- datum (1997)       | Auflage                             | Entwurf                             | Mi.-Nr.       |
|              | 200. Geburtstag von Franz Schubert | 100              | 16. Januar                  | 25.000.000 davon 306.800 auf ETB    | Peter Nitzsche                      | 1895          |
|              | 100. Geburtstag von Sepp Herberger | 100              | 16. Januar                  | 25.000.000 davon 306.800 auf ETB    | Irmgard Hesse                       | 1896          |
|              | Mehr Sicherheit für Kinder im Straßenverkehr | 100              | 16. Januar                  | 24.975.000 davon 306.800 auf ETB    | Bernd Bexte                         | 1897 →1954    |
|              | Serie: Für den Sport – Fun-Sportarten - Aerobic | 80+40            | 4. Februar                  | 3.050.000 davon 256.800 auf ETB     | Renate Riek-Bauer                   | 1898          |
|              | - Inline Skating | 100+50           | 4. Februar                  | 2.806.000 davon 256.800 auf ETB     | Renate Riek-Bauer                   | 1899          |
|              | - Streetball | 100+50           | 4. Februar                  | 3.160.000 davon 256.800 auf ETB     | Renate Riek-Bauer                   | 1900          |
|              | - Freiklettern | 200+80           | 4. Februar                  | 2.580.000 davon 256.800 auf ETB     | Renate Riek-Bauer                   | 1901          |
|              | 500. Geburtstag von Philipp Melanchthon | 100              | 4. Februar                  | 23.880.000 davon 306.800 auf ETB    | Peter Steiner                       | 1902          |
|              | 175 Jahre Kölner Karneval, Karnevalisten beim Wibbeln | 100              | 4. Februar                  | 25.000.000 davon 306.800 auf ETB    | Harry Scheuner                      | 1903          |
|              | 100. Geburtstag von Ludwig Erhard | 100              | 4. Februar                  | 39.000.000 davon 306.800 auf ETB    | Ernst Jünger                        | 1904          |
|              | 500 Jahre Messeprivileg für Leipzig | 100              | 6. März                     | 40.200.000 davon 306.800 auf ETB    | Sibylle und Fritz Haase             | 1905          |
|              | Briefmarkenblock – Deutsche Architektur nach 1945 - Philharmonie in Berlin von Hans Scharoun                                                                                                 | 100              | 6. März                     | 40.200.000 davon 306.800 auf ETB    | Karen Scholz                        | Block 37 1906 |
|              | - Neue Nationalgalerie in Berlin von Ludwig Mies van der Rohe | 100              | 6. März                     | 40.200.000 davon 306.800 auf ETB    | Karen Scholz                        | 1907          |
|              | - Wallfahrtskirche Neviges von Gottfried Böhm | 100              | 6. März                     | 40.200.000 davon 306.800 auf ETB    | Karen Scholz                        | 1908          |
|              | - Deutscher Pavillon in Montreal von Frei Otto | 100              | 6. März                     | 40.200.000 davon 306.800 auf ETB    | Karen Scholz                        | 1909          |
|              | 1100 Jahre Straubing | 100              | 10. März                    | 40.300.000 davon 306.800 auf ETB    | Vera Braesecke-Kaul und Hilmar Kaul | 1910          |
|              | 500 Jahre Edelsteinregion Idar-Oberstein | 300              | 8. April                    | 17.300.000 davon 297.200 auf ETB    | Annegret Ehmke                      | 1911          |
|              | 100. Todestag von Heinrich von Stephan | 100              | 8. April                    | 32.750.000 davon 297.200 auf ETB    | Ernst Jünger                        | 1912          |
|              | Serie: Weltkulturerbe der UNESCO - Schlösser Augustusburg und Falkenlust | 100              | 8. April                    | 28.550.000 davon 297.200 auf ETB    | Vera Braesecke-Kaul und Hilmar Kaul | 1913          |
|              | 1000. Todestag des Heiligen Adalbert Gemeinschaftsausgabe mit Polen, Tschechien, Ungarn und Vatikanstadt                                                                                     | 100              | 23. April                   | 25.000.000 davon 297.200 auf ETB    | Vladimír Suchánek                   | 1914          |
|              | Serie: Europamarken – Sagen und Legenden - Vom Fischer und seiner Frau, niederdeutsches Märchen                                                                                              | 80               | 5. Mai                      | 15.000.000 davon 297.200 auf ETB    | Ernst Kößlinger                     | 1915          |
|              | - Rübezahl, Sage aus dem Riesengebirge | 100              | 5. Mai                      | 40.000.000 davon 297.200 auf ETB    | Ernst Kößlinger                     | 1916          |
|              | 50 Jahre Städtepartnerschaften | 100              | 5. Mai                      | 38.500.000 davon 297.200 auf ETB    | Hans Peter Hoch                     | 1917          |
|              | Briefmarkenblock – 50 Jahre Schutzgemeinschaft Deutscher Wald | 100              | 5. Mai                      | 7.500.000 davon 297.200 auf ETB     | Joachim Rieß                        | Block 38 1918 |
|              | | 200              | 5. Mai                      | 7.500.000 davon 297.200 auf ETB     | Joachim Rieß                        | 1919          |
|              | Serie: Für die Jugend – Pferderassen - Rheinisch-Deutsches Kaltblut | 80+40            | 9. Juni                     | 2.680.000 davon 252.000 auf ETB     | Hannelore Heise                     | 1920          |
|              | - Shetlandpony | 80+40            | 9. Juni                     | 2.715.000 davon 252.000 auf ETB     | Hannelore Heise                     | 1921          |
|              | - Friese | 100+50           | 9. Juni                     | 2.740.000 davon 252.000 auf ETB     | Hannelore Heise                     | 1922          |
|              | - Haflinger | 100+50           | 9. Juni                     | 2.773.000 davon 252.000 auf ETB     | Hannelore Heise                     | 1923          |
|              | - Hannoveraner | 200+80           | 9. Juni                     | 2.633.000 davon 252.000 auf ETB     | Hannelore Heise                     | 1924          |
|              | 100. Todestag von Sebastian Kneipp | 100              | 9. Juni                     | 49.900.000 davon 297.200 auf ETB    | Günter Jacki                        | 1925          |
|              | 50 Jahre Marshallplan | 100              | 9. Juni                     | 160.000.000 davon 297.200 auf ETB   | Corinna Rogger                      | 1926          |
|              | Briefmarkenblock – documenta X Kassel - Komposition: Gemälde von Fritz Winter auf der documenta 2                                                                                            | 100              | 20. Juni                    | 6.500.000 davon 297.200 auf ETB     | Sibylle und Fritz Haase             | Block 39 1927 |
|              | - Mouth No. 15. Bild von Tom Wesselmann auf der documenta 4 | 100              | 20. Juni                    | 6.500.000 davon 297.200 auf ETB     | Sibylle und Fritz Haase             | 1928          |
|              | - Quath Lampa: Großflächenbild von Frank Stella auf der documenta 4 | 100              | 20. Juni                    | 6.500.000 davon 297.200 auf ETB     | Sibylle und Fritz Haase             | 1929          |
|              | - Beuys-Boice: Video-Objekt von Nam June Paik auf der documenta 8 | 100              | 20. Juni                    | 6.500.000 davon 297.200 auf ETB     | Sibylle und Fritz Haase             | 1930          |
|              | Serie: Brücken - 100 Jahre Müngstener Brücke | 100              | 20. Juni                    | 147.600.000 davon 297.200 auf ETB   | Lothar Grünewald                    | 1931          |
|              | Briefmarkenblock – Für uns Kinder - Kinder in einer Gondel | 100              | 17. Juli                    | 9.250.000 davon 297.200 auf ETB     | Lilo Fromm                          | Block 40 1933 |
|              | Hochwasserhilfe Brandenburg siehe auch Wappen der Länder der Bundesrepublik Deutschland | 110+90           | 19. August                  | 3.760.000 davon 297.200 auf ETB     | Ernst Jünger                        | 1941          |
|              | 100 Jahre Dieselmotor, Rudolf Diesel | 300              | 28. August                  | 30.000.000 davon 297.200 auf ETB    | Paul Effert                         | 1942          |
|              | Serie: Bilder aus Deutschland - Bayerischer Wald | 110              | 28. August                  | 94.720.000 davon 293.200 auf ETB    | Heinz Schillinger                   | 1943          |
|              | - Lüneburger Heide | 110              | 28. August                  | 49.150.000 davon 293.200 auf ETB    | Heinz Schillinger                   | 1944          |
|              | - Norddeutsche Moorlandschaft | 110              | 28. August                  | 67.500.000 davon 293.200 auf ETB    | Heinz Schillinger                   | 1945          |
|              | 350 Jahre Kartoffelanbau in Deutschland | 300              | 17. September               | 18.770.000 davon 297.200 auf ETB    | Peter Steiner                       | 1946          |
|              | Briefmarkenblock – Tag der Briefmarke Historisches Flugzeug und dreirädriger Motorwagen für den Posttransport                                                                                | 440+220          | 17. September               | 3.710.000 davon 250.200 auf ETB     | Joachim Rieß                        | Block 41 1947 |
|              | Serie: Für die Wohlfahrt – Wasser- und Windmühlen in Deutschland - Schwarzwälder Wassermühle                                                                                                 | 100+50           | 9. Oktober                  | 7.990.000 davon 246.200 auf ETB     | Otto Rohse                          | 1948          |
|              | - Hessische Wassermühlen | 110+50           | 9. Oktober                  | 13.965.000 davon 246.200 auf ETB    | Otto Rohse                          | 1949          |
|              | - Niederrheinische Bockwindmühle | 110+50           | 9. Oktober                  | 13.795.000 davon 246.200 auf ETB    | Otto Rohse                          | 1950          |
|              | - Schleswig-Holsteinische Schöpfwindmühle | 110+50           | 9. Oktober                  | 13.830.000 davon 246.200 auf ETB    | Otto Rohse                          | 1951          |
|              | - Galerieholländer Windmühle | 220+80           | 9. Oktober                  | 7.167.000 davon 246.200 auf ETB     | Otto Rohse                          | 1952          |
|              | 150. Todestag von Felix Mendelssohn Bartholdy | 110              | 9. Oktober                  | 102.500.000 davon 293.200 auf ETB   | Annegret Ehmke                      | 1953          |
|              | Mehr Sicherheit für Kinder im Straßenverkehr Ergänzungswert | 10               | 9. Oktober                  | 100.000.000 davon 293.200 auf ETB   | Bernd Bexte                         | 1954 →1897    |
|              | Europäische Region Saar-Lor-Lux Gemeinschaftsausgabe mit Frankreich und Luxemburg | 110              | 16. Oktober                 | 100.000.000 davon 293.200 auf ETB   | Christian Broutin                   | 1957          |
|              | Serie: Deutscher Fußballmeister - FC Bayern München, Fußball-Bundesliga 1996/97 | 110              | 16. Oktober                 | 100.000.000 davon 293.200 auf ETB   | Sabine Bucher                       | 1958          |
|              | Plusmarken-Serie: Weihnachten - Anbetung der Heiligen drei Könige | 100+50           | 6. November                 | 5.243.000 davon 248.200 auf ETB     | Jan Lenica                          | 1959          |
|              | - Christi Geburt | 110+50           | 6. November                 | 8.638.000 davon 248.200 auf ETB     | Jan Lenica                          | 1960          |
|              | 300. Geburtstag von Gerhard Tersteegen | 110              | 6. November                 | 50.000.000 davon 293.200 auf ETB    | Antonia Graschberger                | 1961          |
|              | 200. Geburtstag von Heinrich Heine | 110              | 6. November                 | 50.000.000 davon 293.200 auf ETB    | Gerhard Lienemeyer                  | 1962          |
|              | 100. Geburtstag von Thomas Dehler | 110              | 6. November                 | 31.130.000 davon 293.200 auf ETB    | Gerd Aretz                          | 1963          |
|              | 100 Jahre Deutscher Caritasverband | 110              | 6. November                 | 50.000.000 davon 293.200 auf ETB    | Sibylle und Fritz Haase             | 1964          |
| Dauermarken  | |                  |                             |                                     |                                     |               |
| Bild         | Beschreibung | Werte in Pfennig | Ausgabe- datum (1997)       | Auflage                             | Entwurf                             | Mi.-Nr.       |
|              | Dauermarkenserie: Sehenswürdigkeiten - Europäer-Denkmal in Berus | 47               | 17. Juli                    | 311.447.000 davon 297.200 auf ETB   | Sibylle und Fritz Haase             | 1932          |
|              | - Goethe- und Schiller-Denkmal in Weimar | 100              | 28. August                  | 517.120.000 davon 297.200 auf ETB   | Sibylle und Fritz Haase             | 1934 PK157    |
|              | - Schloss Bellevue Berlin auch als Markenheftchen | 110              | 14. August                  | 670.497.000 davon 297.200 auf ETB   | Sibylle und Fritz Haase             | 1935 MH 35    |
|              | - Brühlsche Terrasse Dresden | 220              | 14. August                  | 130.655.000 davon 297.200 auf ETB   | Sibylle und Fritz Haase             | 1936          |
|              | - Bremer Rathaus | 440              | 14. August                  | 80.340.000 davon 297.200 auf ETB    | Sibylle und Fritz Haase             | 1937          |
|              | - Holstentor Lübeck | 510              | 28. August                  | 78.265.000 davon 297.200 auf ETB    | Sibylle und Fritz Haase             | 1938          |
|              | Dauermarkenserie: Frauen der deutschen Geschichte - Marlene Dietrich | 110              | 14. August                  | 2.999.460.000 davon 297.200 auf ETB | Gerd Aretz                          | 1939          |
|              | - Marie-Elisabeth Lüders | 220              | 28. August                  | 139.020.000 davon 297.200 auf ETB   | Gerd Aretz                          | 1940          |
|              | - Elisabeth Schwarzhaupt | 100              | 16. Oktober                 | 588.070.000 davon 293.200 auf ETB   | Gerd Aretz                          | 1955          |
|              | - Maria Probst | 300              | 16. Oktober                 | 564.200.000 davon 293.200 auf ETB   | Gerd Aretz                          | 1956          |
| Ganzsachen   | |                  |                             |                                     |                                     |               |
| Bild         | Beschreibung | Werte in Pfennig | Ausgabe- datum (1997)       | Auflage                             | Entwurf                             | Mi.-Nr.       |
|              | Postkarte aus der Dauermarkenserie: Sehenswürdigkeiten Die Postkarte erschien am gleichen Tag wie die motivgleiche Briefmarke. Und wurde wegen der Portoerhöhung zum 1. September notwendig. | 100              | 28. August                  | ??.???.000                          | Sibylle und Fritz Haase             | P157          |
|              | Funklotterie-Postkarte Die Marke wurde aus der Serie Für den Sport mit dem Motiv Streetball entnommen.                                                                                       | 100+50           | 6. November bis 3. Dezember | ??.???.000                          | Renate Riek-Bauer                   | FP 14         |